# Tatsuya Anzai
Tatsuya Anzai (japanisch 安在 達弥 Anzai Tatsuya; * 9. Mai 1996 in Kunitachi) ist ein japanischer Fußballspieler.

## Karriere
Anzai erlernte das Fußballspielen in der Jugendmannschaften vom Hagoromo SC und Tokyo Verdy sowie in der Universitätsmannschaft der Chūō-Universität. Von August 2018 bis Saisonende wurde er an seinen Jugendverein Tokyo Verdy ausgeliehen. Nach Ende der Ausleihe wurde er von Verdy fest unter Vertrag genommen. Der Verein, der in der Präfektur Tokio beheimatet ist, spielte in der zweiten japanischen Liga, der J2 League. 2020 wurde er an den Drittligisten Azul Claro Numazu ausgeliehen. Für den Verein aus Numazu absolvierte er 46 Drittligaspiele. Nach der Ausleihe wurde er am 1. Februar 2022 fest von Numazu unter Vertrag genommen.

## Sonstiges
Tatsuya Anzai ist der Bruder von Kazuki Anzai.